# Vrouwvliet
De Vrouwvliet is een Belgische waterloop die ontspringt in Begijnendijk en vloeit door Baal, Tremelo, Grootlo, Schriek, Keerbergen, Rijmenam, Bonheiden,  Muizen en Sint-Katelijne-Waver alvorens in Mechelen uit te monden in de Dijle. Onderweg krijgt de beek verschillende namen, zoals Grote Beek, Meerloop, Raambeek, Zwartwaterbeek en  Boeimeer. Pas aan Pasbrug in Mechelen krijgt ze de naam Vrouwvliet. In totaal is de loop zo'n 28 kilometer lang.

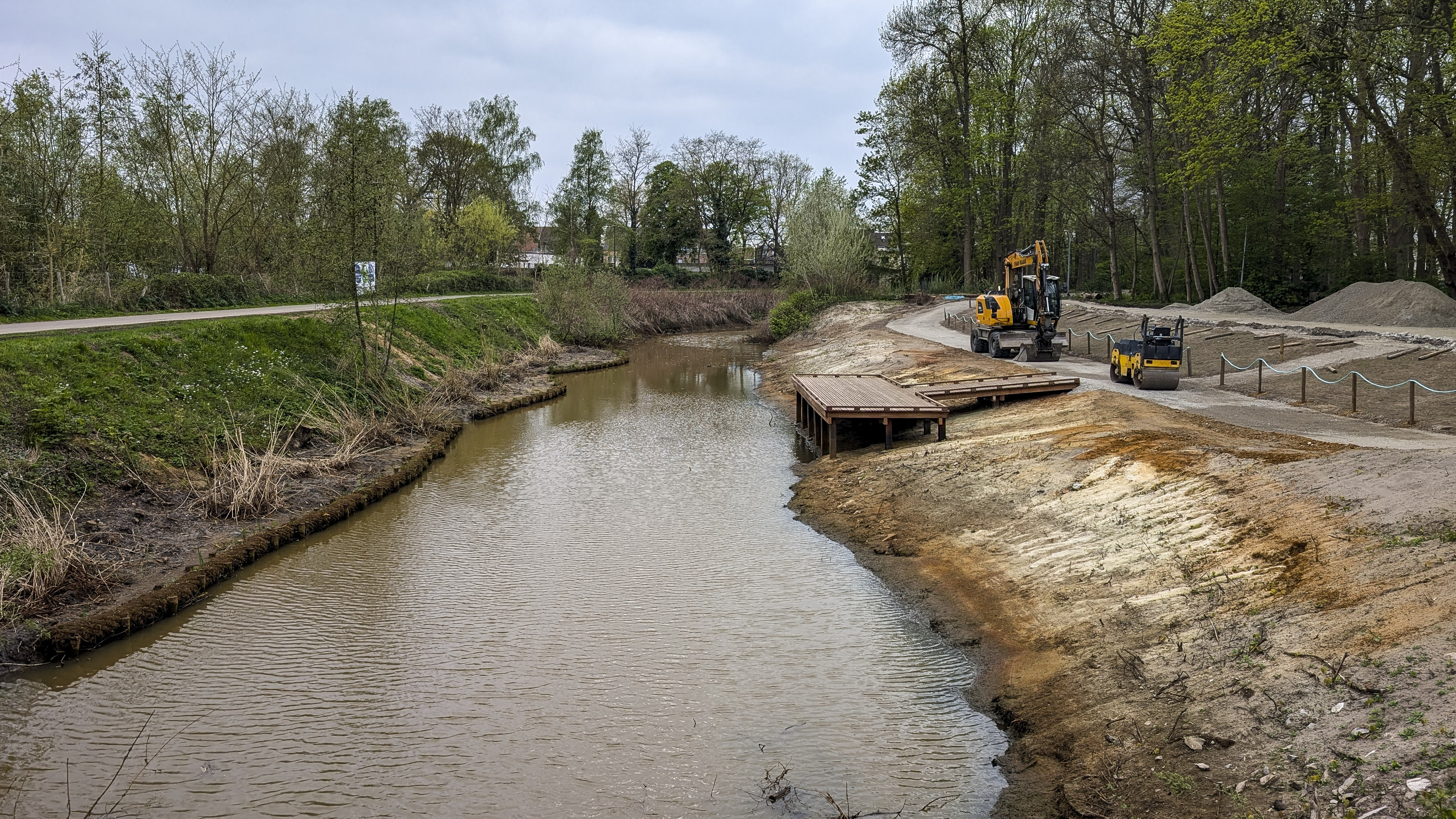
Vrouwvliet bij het Tivolipark

Al in de prehistorie werd de waterloop bevaren. Bewijzen daarvoor zijn de voorhistorische kano's die aan de oevers werden gevonden.
Tot in de 18e eeuw was dit een merkelijk bredere rivier waarop boten voeren, meestal voortgetrokken door scheepstrekkers. Maar door de vele oorlogen in die tijd, het kanaliseren en indijken van rivieren en de aanleg van grote visvijvers die heel wat water opslorpten, is de Vrouwvliet geslonken tot de huidige beek.